# Mandelonitrilhexanoat
Mandelonitrilhexanoat ist ein Ester der Hexansäure mit Mandelonitril. Die Verbindung kann Cyanwasserstoff freisetzen und kommt in Hornmilben vor, denen sie vermutlich zur Verteidigung dient.

## Vorkommen
Mandelonitrilhexanoat kommt in der Hornmilbe Oribatula tibialis vor und dient vermutlich der Verteidigung. Wenn die Milben sich bedroht fühlen, setzen sie das Mandelonitrilhexanoat frei und es wird zu Benzoylcyanid und Hexansäure oxidiert. Benzoylcyanid wiederum kann weiter zu Benzoesäure und dem hochgiftigen Cyanwasserstoff zerfallen. In Gegenwart von Wasser kann Mandelonitrilhexanoat auch ohne Oxidation zerfallen, wobei statt Benzoesäure Benzaldehyd entsteht. Die vorhandene Menge an Mandelonitrilhexanoat beträgt etwa 1,0–1,5 Nanogramm pro Individuum. Die biosynthetischen Vorläufer sind vermutlich Phenylalanin für den Mandelonitril-Teil und Acetyl-CoA für den Hexansäure-Teil.